# Paweł Oberc
Paweł Antoni Oberc (ur. 26 października 1943 w Jaśle, zm. 18 stycznia 2019 w Bełchatowie) – polski geofizyk, dr hab..
Był synem Zygmunta i Marii, bratankiem  dwóch profesorów geologii: Andrzeja Oberca i Józefa Oberca oraz księdza katolickiego Aleksandra Oberca. Laureat I miejsca XI Olimpiady Matematycznej za rok 1959/1960. Od początku powstania związany był z Centrum Badań Kosmicznych PAN w Warszawie, gdzie pełnił funkcję docenta. Jego najważniejsze, pionierskie i do dziś aktualne prace związane były z misją Vega do komety Halleya. Za udział w tej misji został odznaczony Krzyżem Kawalerskim Orderu Odrodzenia Polski (1990). W 2000 uzyskał w Instytucie Geofizyki Polskiej Akademii Nauk, stopień doktora habilitowanego na podstawie rozprawy pt. Dezintegracja agregatów pyłowych w otoczeniu komety Halle'a a badania na podstawie rejestracji pól elektrycznych i pyłu, wykonanych przez sondy Vega. Specjalizował się w magnetyzmie ziemskim.
Zmarł w Bełchatowie 18 stycznia 2019 w wieku 76 lat i został pochowany na Starym Cmentarzu w Jaśle.